# Mutant Rampage: Bodyslam
Mutant Rampage: Bodyslam est un jeu vidéo d'action et beat them all sorti en 1994 aux États-Unis et en Europe sur CD-i. Il a été développé par Animation Magic et édité par Philips.